# Kimberley, Južnoafrička Republika
Kimberley je grad u Južnoafričkoj Republici središte provincije Northern Cape. 

## Zemljopis
Kimberley se nalazi u središnjem dijelu države u blizini ušća rijeke Vaal u Orange.

## Demografija
U gradu živi 167.000, većini stanovništva materinji jezik je afrikaans kojim govori 50% stanovništva i tswana kojim govori 35% stanovništva.

## Gradovi prijatelji
- Arnhem  Nizozemska
- Changsha  NR Kina

## Galerija slika
- Velika rupa (eng. Big Hole)
- Flamingosi na umjetnom otoku Kamfers Dam
- Spomenik Prvog svjetskog rata

## Vanjske poveznice
- Podaci o gradu